# Henrik Andersson (Handballspieler)
Henrik Andersson (* 11. Juni 1971) ist ein ehemaliger schwedischer Handballspieler, der zumeist als linker Rückraumspieler eingesetzt wurde.
Der 1,98 m große Rechtshänder spielte in der schwedischen Elitserien für HK Drott, mit dem er 1994 und 1999 Schwedischer Meister wurde. Im Jahr 2000 kam er als Torschützenkönig zum deutschen Bundesligisten TSV Bayer Dormagen,  mit dem er 2002 in die 2. Handball-Bundesliga abstieg. Nach drei Jahren kehrte er nach Halmstad zurück. Für HK Drott warf Andersson 2590 Tore in 693 Spielen.
In der Schwedischen Nationalmannschaft debütierte Henrik Andersson 1994. Bei der Europameisterschaft 1998 wurde er Europameister. Bei der Weltmeisterschaft 1999 schlug er im Finale die Russische Mannschaft und wurde Weltmeister. Bis 2002 bestritt er 53 Länderspiele, in denen er 72 Tore erzielte.